# Glandiceps abyssicola
Glandiceps abyssicola är en djurart som tillhör fylumet svalgsträngsdjur, och som beskrevs av Spengel 1893. Glandiceps abyssicola ingår i släktet Glandiceps och familjen Spengelidae. Inga underarter finns listade i Catalogue of Life.